# Ken Keeler

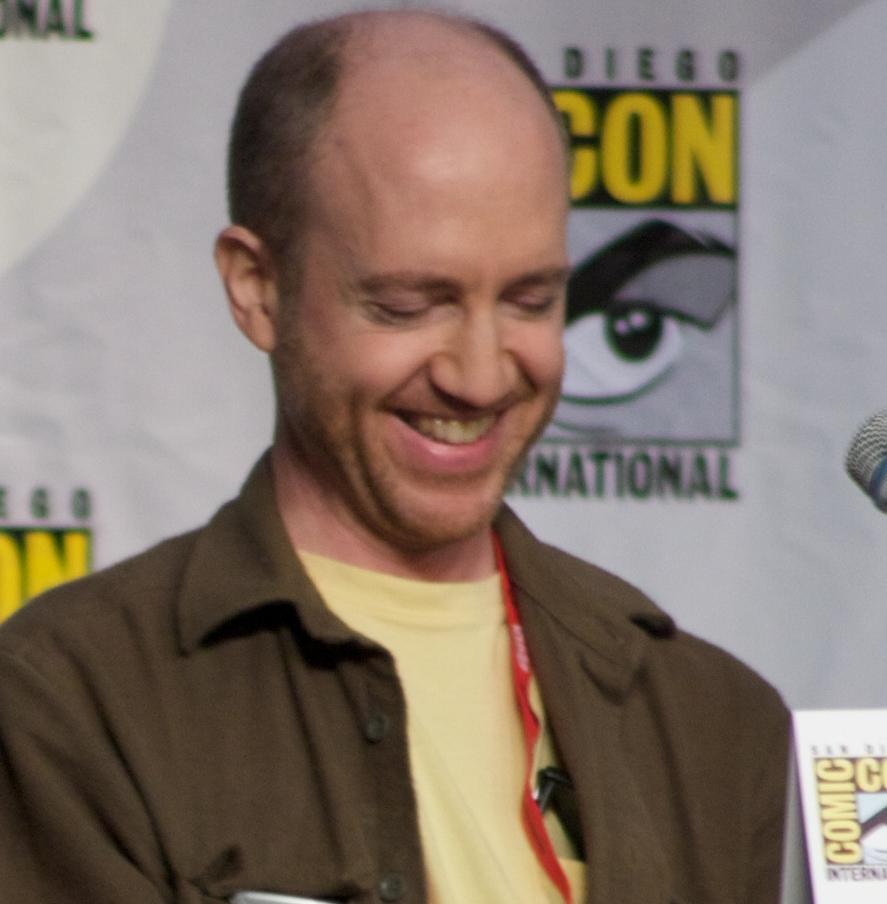
Ken Keeler auf der San Diego Comic-Con International 2010

Kenneth „Ken“ Keeler (* 1961) ist ein US-amerikanischer Drehbuchautor und Fernsehproduzent. Er war für eine Reihe von Fernsehserien tätig und wurde vor allem durch seine Arbeiten an Die Simpsons und Futurama bekannt. Bei beiden Serien trat er auch als Produzent und ausführender Produzent in Aktion. Keeler wurde unter anderem mit zwei Emmys, zwei Annie Awards und zwei WGA Awards ausgezeichnet.
Keeler hält einen Ph.D. in Mathematik. Für das Drehbuch zur Futurama-Episode Im Körper des Freundes entwarf und bewies er eigens ein mathematisches Theorem.

## Auszeichnungen
| Jahr | Auszeichnung | Kategorie                                                                           | Für                                                                                     | Ergebnis                                                     |
| ---- | ------------ | ----------------------------------------------------------------------------------- | --------------------------------------------------------------------------------------- | ------------------------------------------------------------ |
| 1997 | Emmy         | Outstanding Music And Lyrics                                                        | Die Simpsons: Der beliebte Amüsierbetrieb für das Lied We Put The Spring In Springfield | Gewonnen (gemeinsam mit Alf Clausen)                         |
| 1998 | Emmy         | Outstanding Music And Lyrics                                                        | Die Simpsons: Homer und New York für das Lied You’re Checkin’ In                        | Gewonnen (gemeinsam mit Alf Clausen)                         |
| 1998 | Annie Award  | Outstanding Music in an Animated Television Production                              | Die Simpsons: Homer und New York für das Lied You’re Checkin’ In                        | Gewonnen (gemeinsam mit Alf Clausen)                         |
| 1999 | Annie Award  | Outstanding Individual Achievement for Writing in an Animated Television Production | Futurama: Sein erster Flug zum Mond                                                     | Nominiert                                                    |
| 2003 | Emmy         | Outstanding Music and Lyrics                                                        | Die Simpsons: Auf der Familienranch für das Lied Everybody Hates Ned Flanders           | Nominiert (gemeinsam mit Alf Clausen und Ian Maxtone-Graham) |
| 2003 | Annie Award  | Music in an Animated Television Production                                          | Die Simpsons: Auf der Familienranch                                                     | Gewonnen (gemeinsam mit Alf Clausen und Ian Maxtone-Graham)  |
| 2003 | Annie Award  | Music in an Animated Television Production                                          | Futurama: Die Hände des Teufels                                                         | Nominiert                                                    |
| 2003 | WGA Award    | Animation                                                                           | Futurama: Der göttliche Bender                                                          | Gewonnen                                                     |
| 2004 | Emmy         | Outstanding Music and Lyrics                                                        | Futurama: Die Hände des Teufels für das Lied I Want My Hands Back                       | Nominiert                                                    |
| 2011 | WGA Award    | Animation                                                                           | Futurama: Im Körper des Freundes                                                        | Gewonnen                                                     |